# Nguyễn Phúc Tâm
Horace Nguyen (tiếng Việt: Nguyễn Phúc Tâm; sinh ngày 23 tháng 8 năm 1993) là một cầu thủ bóng rổ chuyên nghiệp Việt Nam chơi cho đội Danang Dragons ở Giải bóng rổ chuyên nghiệp Việt Nam (VBA) và đội Saigon Heat ở Giải bóng rổ nhà nghề Đông Nam Á (ABL).

## Sự nghiệp
Horace Nguyen bắt đầu chơi bóng rổ chuyên nghiệp ở đội Danang Dragons tại Giải bóng rổ chuyên nghiệp Việt Nam vào năm 2016 sau đó gia nhập Heat chơi cho ABL mùa giải 2016 - 17.

## Thống kê sự nghiệp

### VBA
| Năm    | Đội    | GP | GS | MPG | FG% | 3P% | FT% | RPG | APG | SPG | BPG | PPG  |
| ------ | ------ | -- | -- | --- | --- | --- | --- | --- | --- | --- | --- | ---- |
| 2017   | Danang |    |    |     |     |     |     | 3.8 | 4.2 |     |     | 14.7 |
| Career | Career |    |    |     |     |     |     | 3.8 | 4.2 |     |     | 14.7 |

### ABL
| Năm       | Đội    | GP | GS | MPG | FG% | 3P% | FT% | RPG | APG | SPG | BPG | PPG |
| --------- | ------ | -- | -- | --- | --- | --- | --- | --- | --- | --- | --- | --- |
| 2016 - 17 | Saigon | 16 |    |     | 34  | 38  | 57  |     |     | 0   | 0   | 5.5 |
| 2017 - 18 | Saigon | 17 |    |     | 20  | 18  | 100 |     |     | 0.1 | 0   | 2.1 |